# Det Kongelige Danske Musikkonservatorium

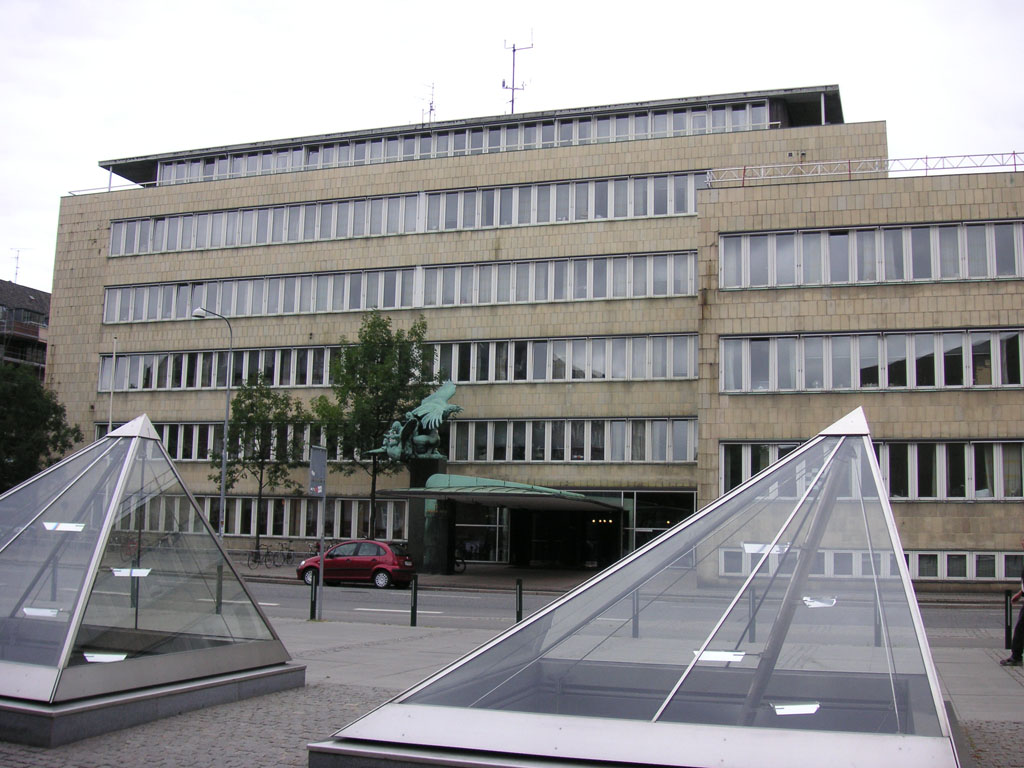
Das Konservatorium befindet sich seit 2008 im ehemaligen Haus des Rundfunks (Radiohuset) des Architekten Vilhelm Lauritzen.

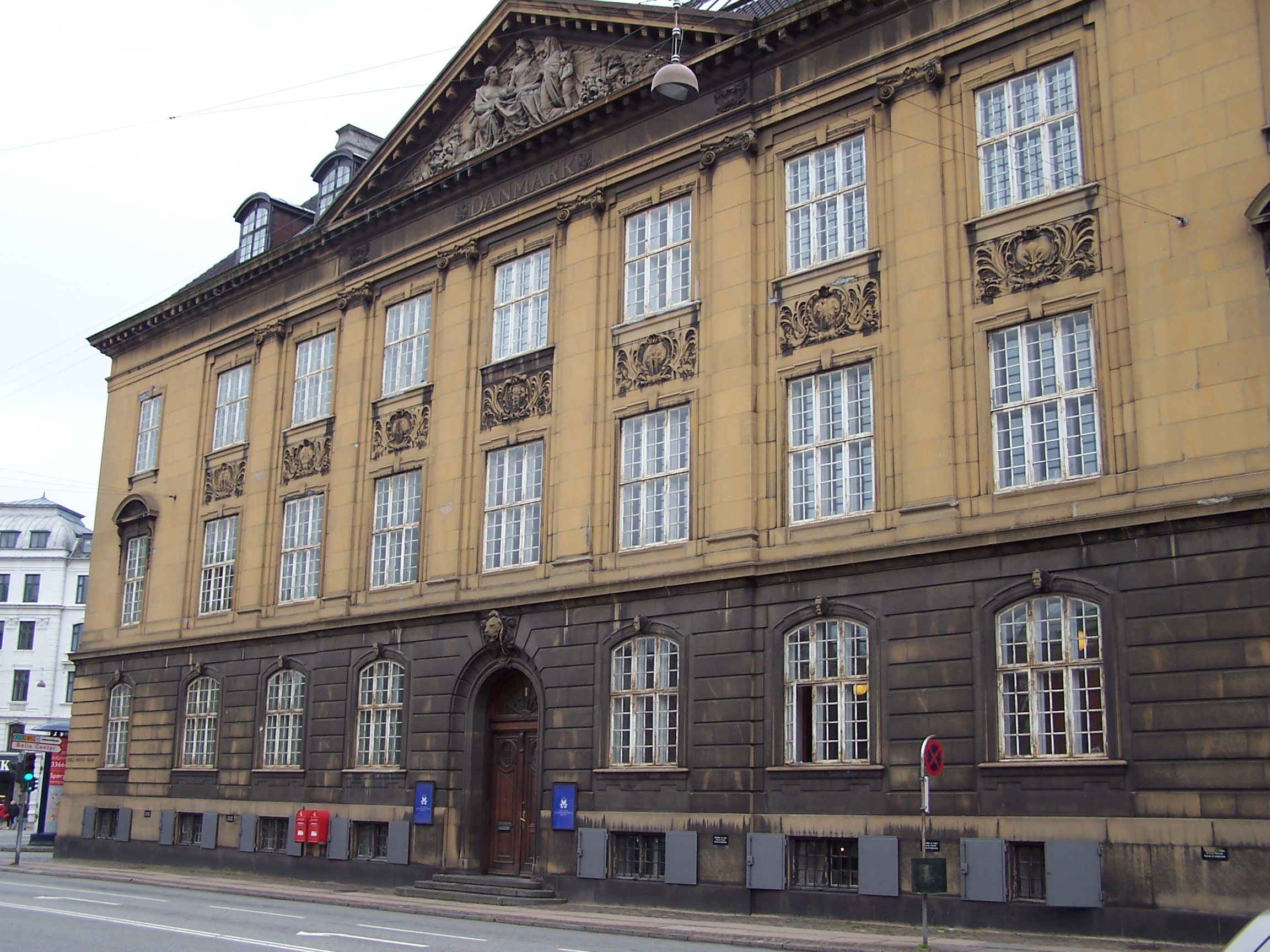
Ursprüngliche Adresse am
H.C. Andersens Boulevard

Det Kongelige Danske Musikkonservatorium (Königlich Dänisches Konservatorium) in Kopenhagen, Dänemark, ist eine höhere Ausbildungsstätte (Fachhochschule) für Musik und Tanz. Es zählt zu den führenden Musikinstitutionen des Landes, sein Lehrkörper verfügt über international renommierte Künstler. Die Einrichtung wurde 1867 von Niels Wilhelm Gade und dessen Schwiegervater Johann Peter Emilius Hartmann gegründet und hieß bis 1902 Københavns Musikkonservatorium. Seit 1949 ist der dänische Staat Träger des Konservatoriums.

## Direktoren des Konservatoriums
- 1867–1890: Niels Wilhelm Gade
- 1890–1899: Johann Peter Emilius Hartmann
- 1899–1915: Otto Malling
- 1915–1930: Anton Svendsen
- 1930–1931: Carl Nielsen
- 1931–1947: Rudolph Simonsen
- 1947–1954: Christian Christiansen
- 1954–1955: Finn Høffding
- 1956–1967: Knudåge Riisager
- 1967–1971: Svend Westergaard
- 1971–1975: Poul Birkelund
- 1979–1986: Anne-Karin Høgenhaven
- 1992–2007: Steen Pade
- 2007–2019: Bertel Krarup
- seit 2019: Uffe Savery